# Agence nationale de renseignements
Die Agence nationale de renseignements (ANR) ist der Nachrichtendienst der Demokratischen Republik Kongo. Die Rolle der Agentur ist es, die innere und äußere Sicherheit des Staates zu gewährleisten.
ANR wurde Anfang 1997 als Nachrichtendienst der Alliance des Forces Démocratiques pour la Libération du Congo (AFDL) eingerichtet. Im Mai 1997 hat die Agentur die Räumlichkeiten des früheren Service national d’intelligence et de protection (SNIP) integriert, der 1996 in Direction générale de la sûreté nationale (DGSN) umbenannt worden war. Im Oktober 2002 wurde Georges Leta Mangasa, der Chef des ANR, mit anderen im Mordprozess Laurent-Désiré Kabila zum Tode verurteilt. Vorher, 2001, hatte der kommissarische Präsident, Joseph Kabila, Kazadi Nyembwe zum Chef der ANR ernannt. Die Agentur wurde wegen ihrer Missachtung der Menschenrechte von verschiedenen Organisationen stark kritisiert.